# Esquirol de Pallas
L'esquirol de Pallas (Callosciurus erythraeus) és una espècie de rosegador de la família dels esciúrids. Viu a Bangladesh, Cambodja, la Xina, l'Índia, Laos, Malàisia, Myanmar, Taiwan, Tailàndia i el Vietnam. Es tracta d'un animal diürn i arborícola. Els seus hàbitats naturals són els boscos subtropicals montans perennifolis i de frondoses, així com els boscos subalpins de coníferes i les mescles de coníferes i frondoses a altituds superiors a 3.000 msnm. És una espècie en risc mínim, és a dir, no sembla que hi hagi cap amenaça significativa per a la seva supervivència.
El nom comú de l'espècie fou elegit en honor del zoòleg rus Peter Simon Pallas.